# Calendrier de Coligny
Le calendrier de Coligny, ou « calendrier gaulois », est une grande table de bronze trouvée en morceaux à Coligny, dans l'Ain, en France, et datée du IIe siècle. Sa reconstitution a révélé qu'il s'agit d'un calendrier servant à fixer les dates des fêtes religieuses ainsi que les jours fastes et néfastes. Il est exposé au Lugdunum, le musée des antiquités gallo-romaines de Lyon.
C'est une source épigraphique capitale pour la connaissance de l’Antiquité celtique, qui renseigne sur la conception que les Celtes avaient du temps, leurs connaissances en astronomie et la tradition druidique. Plus long texte écrit en gaulois qui nous soit parvenu, c'est aussi un document linguistique qui contribue à la connaissance du vocabulaire de cette langue.

## Découverte

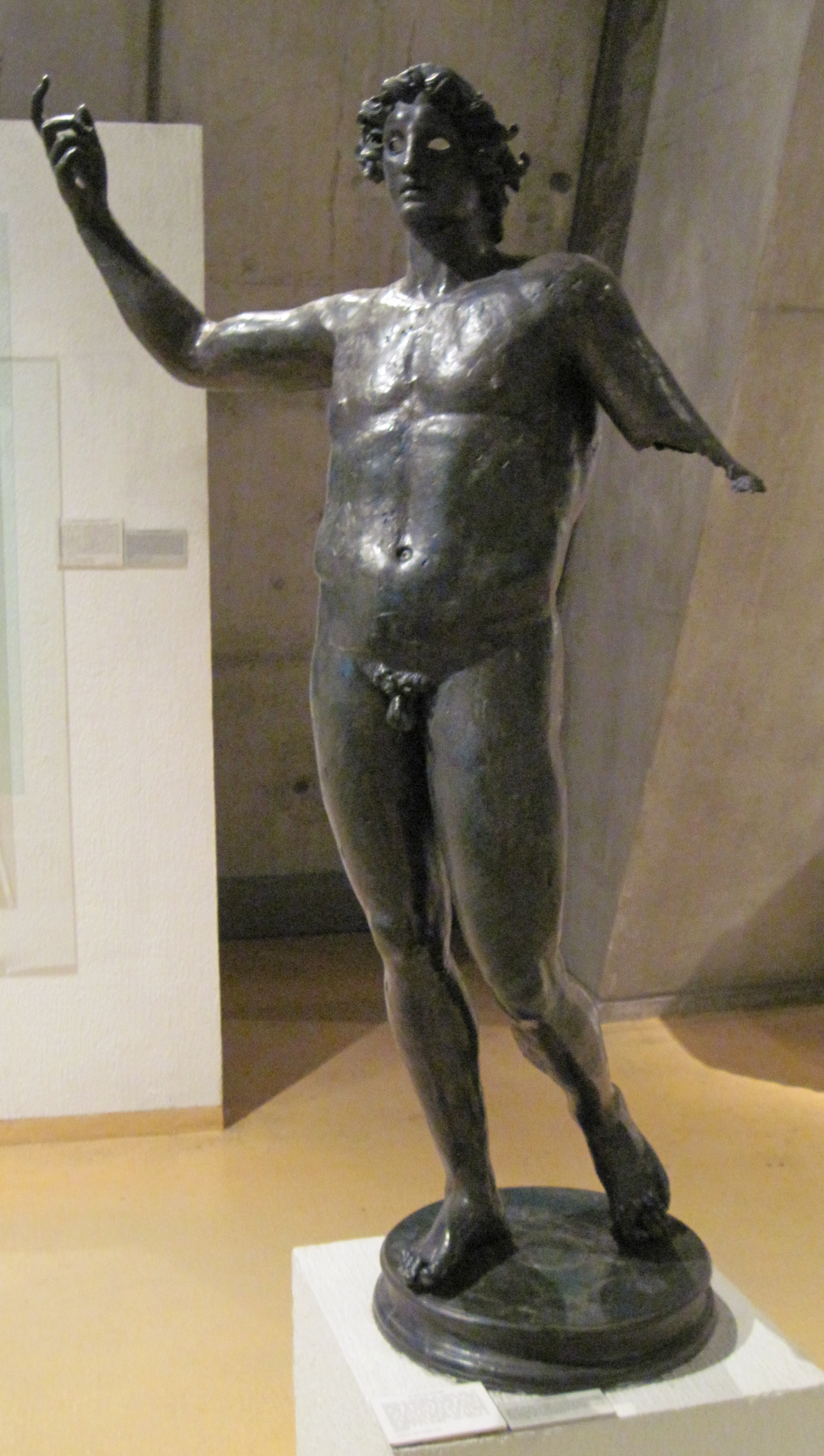
Le dieu à taille d'homme trouvé avec le calendrier et reconstitué par A. André.

En novembre 1897, au lieu-dit « Verpoix » sur la commune de Coligny dans l’Ain, le long de l'antique route de Lugdunum à Lons-le-Saunier à un peu plus de vingt kilomètres au nord de Bourg-en-Bresse, Alphonse Roux, un agriculteur, trouve dans un champ qu'il est en train de miner, ce qui ressemble au contenu d'une hotte dont les fibres ont été dissoutes par le temps. Ce sont 550 fragments de bronze enfouis à une trentaine de centimètres sous terre.
Le travail d’assemblage mené par Paul Dissard, conservateur des Musées de Lyon qui en font l'acquisition, révèle qu’il s’agit de deux objets distincts :
- une statue[3] gallo-romaine[4] d'un mètre soixante dix[5] fondue entre la fin du Ier siècle av. J.-C. et le début du IIe siècle apr. J.-C.[6] (environ 400 pièces),
- un calendrier dont il manque environ la moitié (149 pièces, dont 126 portent une inscription[7]).

La statue en bronze représente un dieu nu, glabre et chevelu, levant une main droite qui devait tenir une lance. Un hypothétique casque disparu l'identifie à Mars, possible avatar du dieu à la lance Lug, la divinité éponyme de la ville de Lyon que le Livre de Leinster qualifie « d'au long bras » (Láṁḟada). Sa destruction et celle du calendrier sont rapprochées d'une razzia conduite par Chrocus en 275.
Les fouilles récentes menées sur les lieux n'ont pas permis de retrouver d'autres fragments. Pour éviter des fouilles sauvages, la zone a été classée. Le calendrier et la statue sont exposés au Musée gallo-romain de Fourvière. Une reconstitution à l'identique du calendrier est visible à la mairie de Coligny.

## Présentation

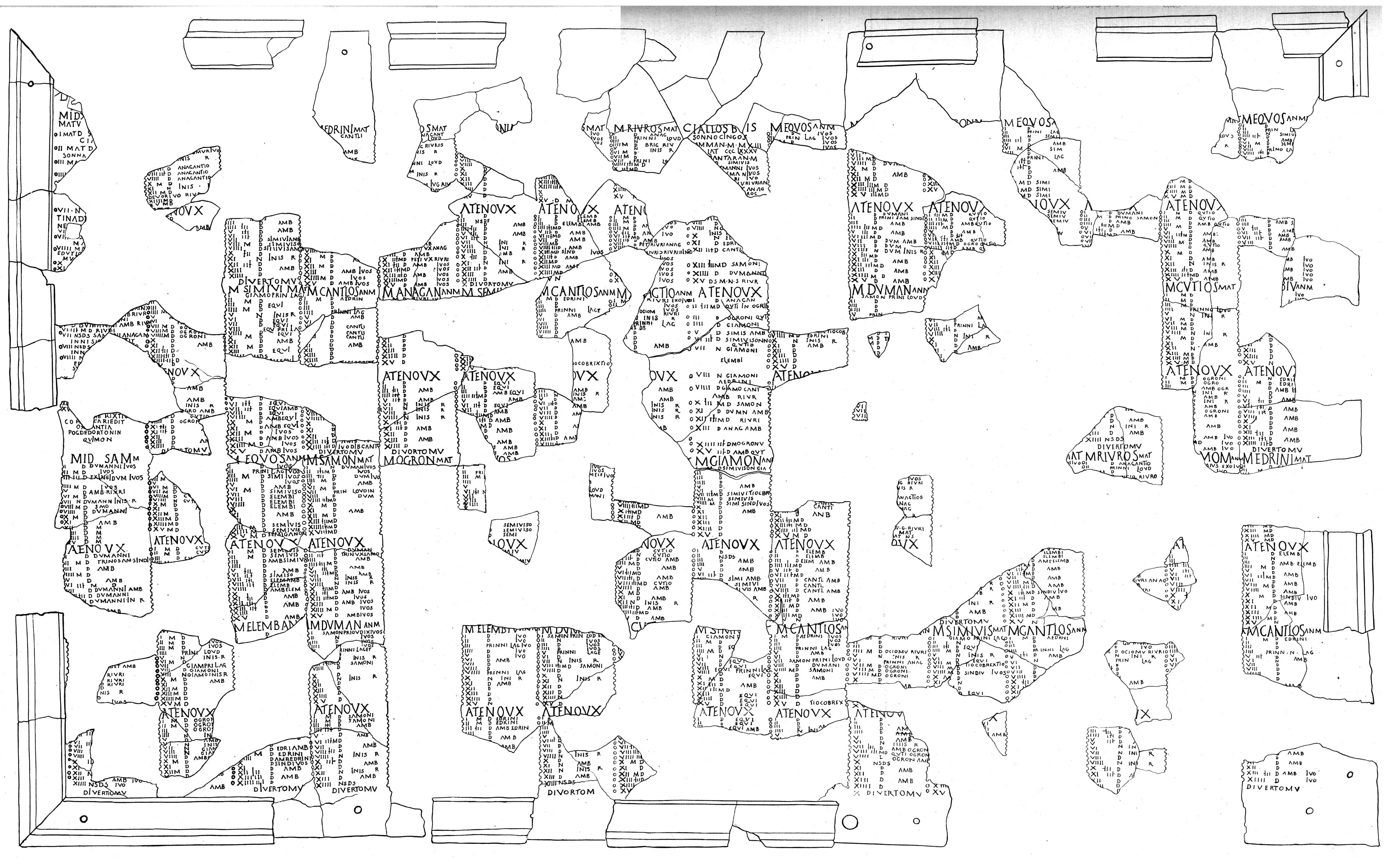
Fac-similé du calendrier de Coligny publié par Seymour de Ricci en 1926.

Reconstitué par Paul Dissard en une quinzaine de jours, le calendrier se présente sous la forme d’une table aux dimensions de 1,48 m sur 0,90 m, les cent quarante neuf fragments assemblés couvrant moins des deux tiers de la surface totale.
Graphiquement, le calendrier s'organise en 16 colonnes de 8 blocs quinzaines, représentant 62 mois, et non 64. En effet, chaque colonne contient 4 mois sauf la première et la neuvième qui n'en contiennent que 3 : ce sont en effet les deux mois intercalaires, qui occupent, dans la moitié haute de la table, un espace double des mois normaux.

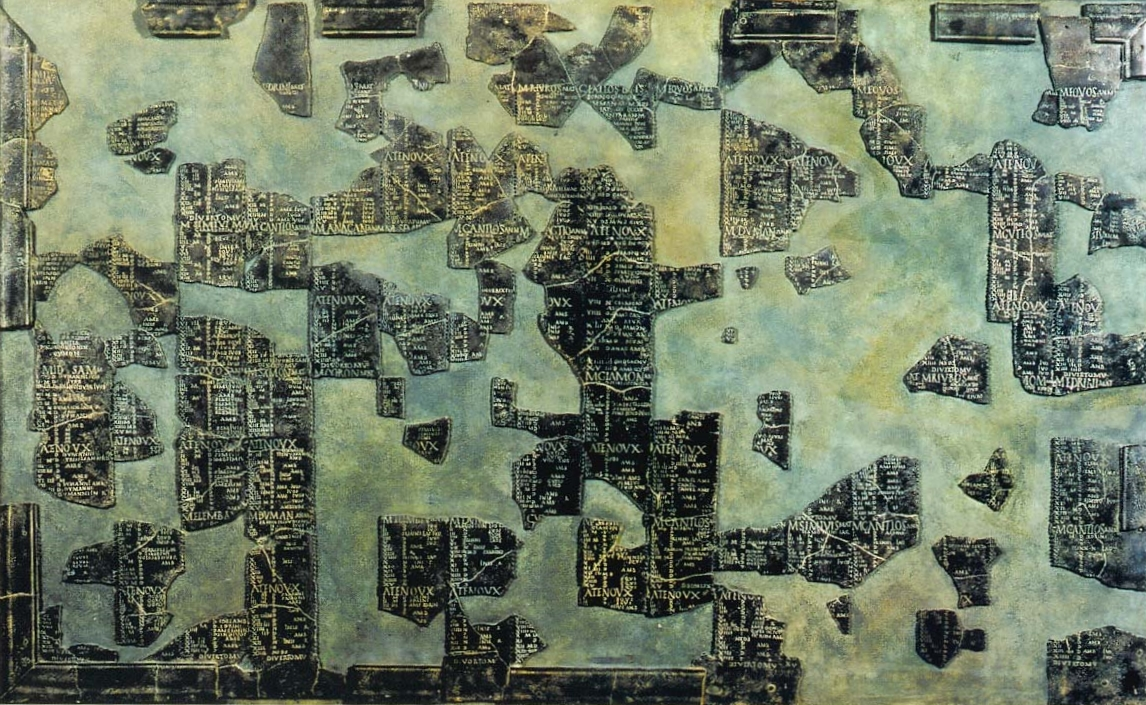
Calendrier de Coligny (reconstitué).

Comme sur d'autres calendriers trouvés à Rome, à chaque jour correspond un trou, où l’on place une goupille pour indiquer la date du jour. Au-delà de ce constat, le calendrier pose des questions, en particulier sur sa fonction, perpétuelle ou pas, son utilisation éventuelle à des fins civiles inconnues, questions qui restent sans réponses, mais son caractère druidique est indéniable[Passage contradictoire].
Les lettres et chiffres sont gravés en caractères latins, mais la langue est gauloise. Le document comporte environ 2 000 mots, avec environ 130 lignes par colonne, soit environ 2200 cellules : c'est le plus long connu en cette langue. L'étude apporte une soixantaine de mots nouveaux dont le sens, basé essentiellement sur la philologie comparée aux langues gaéliques, reste très incertain en l'état actuel des connaissances.

## 60 mois lunaires plus 2 pour 5 années solaires

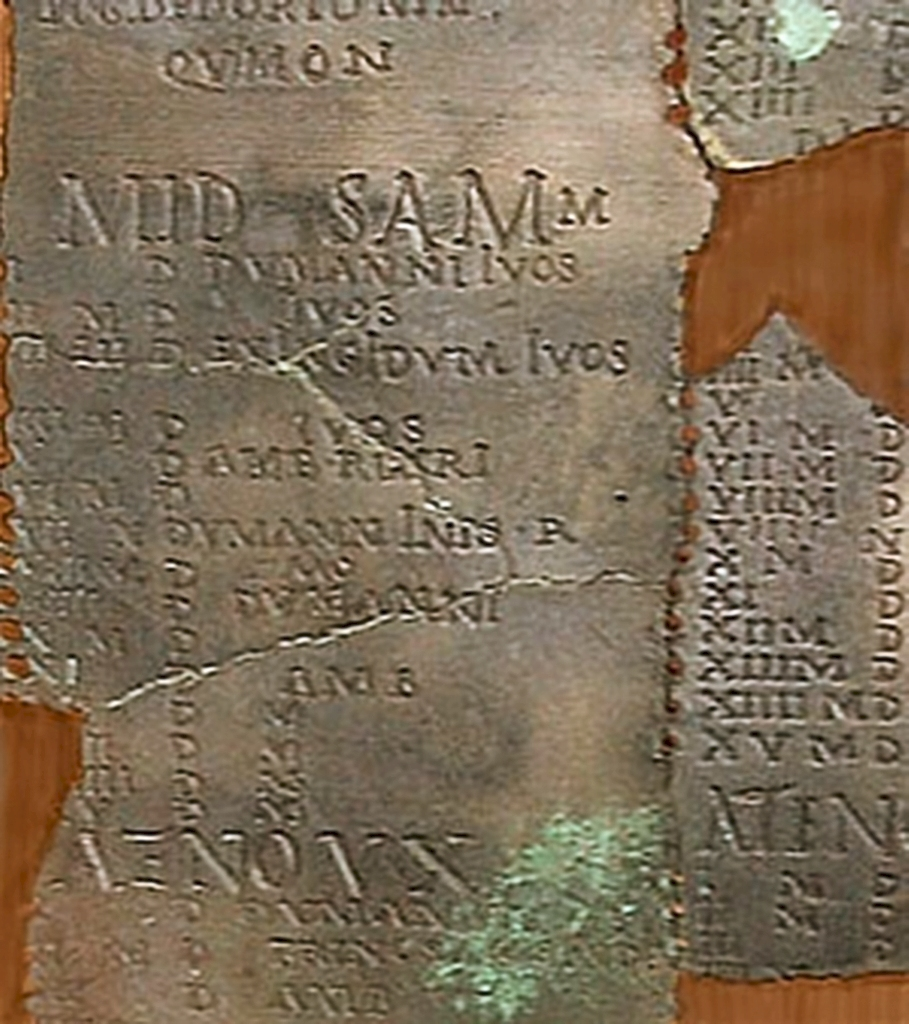
Détail du calendrier de Coligny :
le mois (mid) de Samonios.

### Les douze mois de l'année
C’est un calendrier luni-solaire, semblable à tous les calendriers protohistoriques des zones tempérées, depuis la Chine jusqu'à Rome, qui présente un cycle de 5 années de 12 mois de 29 ou 30 jours, chaque mois étant divisé en deux quinzaines. On remarque que les mois de 29 jours sont notés « anmatu » et que les mois notés « matu » sont de 30 jours.
Les noms des douze mois avec leur durée et leur attribut seraient :
- Samonios (30 jours, matu), été (irlandais Samain « Toussaint », sámhradh « été », breton hañv) au sens téléologique de terme, résumé ou bilan de la saison estivale[14]
- Dumannios (29 jours, anmatu), peut-être fumigation (moyen irlandais dumacha « brouillard »)
- Riuros (30 jours, matu), gelées (cf. irl. reo, gallois rhew, bret. reviñ)
- Anagantios (29 jours, anmatu), protection[15], peut-être au sens de bénédiction
- Ogronios (30 jours, matu), frimas[15] (cf. vieil irlandais úar, gall. oer)
- Cutios (30 jours, matu), sans doute un emprunt au mois grec Kooútios (nom régional de Chaléion)
- Giamonios (29 jours, anmatu), hiver[15] (cf. v.irl. gaim, geimred, bret. goañv) au sens téléologique de terme de la saison hivernale[14]
- Simi Visonnios (30 jours, matu), mi-printemps[15] (cf. gall. gwanwyn « printemps », cornique gwenton) au sens de milieu de la belle saison
- Equos (30 jours, matu), peut-être une forme dialectale séquanaise archaïsante[16] d'epos « cheval » en référence au poulinage
- Elembivios (29 jours, anmatu), peut-être en rapport avec les cerfs, sans doute un emprunt au grec attique Eláphios, Elaphebolión
- Aedrinios (30 jours, matu), peut-être ardeurs ou flamboyance (cf. v.irl. áed « feu », gall. aidd « ardeur », bret. oaz « jalousie, inimitié »)[14]
- Cantlos (29 jours, anmatu), chant[15] (cf. gall. cathl « chant », bret. keñtel « leçon »), peut-être au sens de célébrations bardiques

### Deux mois intercalaires par lustre
S'y ajoutent deux mois intercalaires, dont nous ignorons les noms exacts, leurs en-têtes n'ayant pu être reconstitués complètement :
- Qvimon (d'après le dernier mot de son en-tête) entre Cantlos et Samonios (30 jours, matu)
- Ciallos (d'après le premier mot de son en-tête) entre Cvtios et Giamonios (30 jours, matu)

L’ajout d'un mois intercalaire au début de la première année, et d'un second au milieu de la troisième, soit en fait un tous les deux ans et demi, aboutit au terme d’une période de trente ans, période qui correspond à un « siècle » gaulois de six lustres romains, à un nouveau décalage entre le calendrier lunaire et le calendrier solaire. On compte en effet par rapport à l'année tropique un retard de 4,789 jours par lustre de 5 ans (5x365,2422 - 1831), qui aboutissent à un écart de 28,734 jours par « siècle » de 30 ans. Le siècle gaulois pourrait alors se marquer par l'absence d'un de ces deux mois intercalaires pour rétablir l'alignement avec les saisons, ce qui s'accorderait avec l'inscription sonnocingos — traduite par « course du soleil », composée de sonno « Soleil » (cf. gall. huan) et cing- « courir, marcher » (cf. v.irl. cingid « il marche », racine retrouvée dans « Vercingétorix ») — sur le second mois intercalaire.
Ainsi, pour un lustre d'un nombre de jours toujours identique, les années, elles, ne comptent pas le même nombre de jours.

### Alternances propitiatoires
Les mots « matu » (issu du celtique *matos, breton mad) et « anmatu » (*an, marque du contraire) indiquent certainement les périodes (jours et mois) fastes et néfastes. Le mois d'Eqvos, noté « anmatv », rompt la régularité de l'alternance. Les fragments sur lesquels étaient inscrits trois des cinq occurrences de ce mois n'ont pas été retrouvés. Sur les deux qui l'ont été (années 1 et 5), Eqvos compte 30 jours. Comme, pour la troisième année, où le fragment portant Eqvos manque, l'en-tête du mois intercalaire évoque une durée de 385 jours, on conclut que cette troisième occurrence d'Eqvos compte également 30 jours.
Le mystère de cette apparente irrégularité trouve une explication avec l'hypothèse émise en 1924 par l'Irlandais Eoin Mac Neill qu'Eqvos ne compte habituellement que 28 jours, en particulier pour la deuxième et la quatrième année dont on ne possède pas l'inscription. Une série de notations de jours (« ivos ») comptent en effet un nombre variable de jours, de 5 à 9. Or ce « ivos » est allongé de 2 jours la seconde année autour du mois « Eqvos » incomplet. Ce comput aurait l'avantage de donner un lustre de 1831 jours, très proche des 62 lunaisons de 1830,89 jours.
Le nycthémère gaulois, appelé « latis » (pluriel « lates »), se compose d’une nuit suivie d’un jour, et non l'inverse. Le changement de date intervient au coucher du soleil.
Les mois sont divisés en deux quinzaines numérotant les jours de un à quinze, ou quatorze pour la seconde. Chaque quinzaine est séparée par le mot « atenoux », qui a été envisagé comme un « ateno VX », au sens de nouvelle quinzaine (en breton, gallois et irlandais quinze, XV, se dit cinq dix, VX) ; cependant la numérotation du dernier jour de chaque quinzaine est notée "XV". Ce mot a d'abord été compris comme désignant la pleine lune, mais Pline l'Ancien indique que les Gaulois démarrent leur mois le sixième jour de la lune montante, ce qui correspond au premier quartier. Étant situé quinze jours plus tard, "atenoux" indiquerait donc le dernier quartier et le passage à la moitié "obscure" du temps.
Les mois de vingt-neuf jours se terminent par une indication « divertomv » qui signifie peut être sans ultime, sous entendu sans jour ultime. Deux indications récurrentes, « prinni lovdin » et « prinni laget », semblent donner les dates de lancer et de dépose des dés pour le tirage des sorts.

## Rémanence des fêtes
La fête de Samain, Samonios en gaulois ou Trinox samoni (les « Trois nuits de Samonios »), se passe lors des trois premières nuits de la deuxième quinzaine du mois (en 2015 donc lors des nuits du 4 au 5 novembre, du 5 au 6 et du 6 au 7), marque le début de l’année gauloise. Tous les cinq ans donc, ce temps de passage d'une année à l'autre est précédé du mois intercalaire Qvimon.
Cette identification de Samain sur le calendrier de Coligny autorise d'y projeter aux jours notés « ivos » les autres fêtes traditionnelles, celles dont les moines irlandais ont transmis le souvenir dans leurs efforts de christianisation, Beltaine, Imbolc, Lugnasad, aussi bien que celles dont les ethnologues ont retrouvé les traces, Eginane (« Au gui l'an neuf! »), douze jours suivant le solstice d'hiver, ou Calan haf au premier mai. Cependant, le calendrier de Coligny démontre que c'est une erreur de vouloir fixer les dates de ces fêtes sur le calendrier solaire. Parce que calculées à partir de cycles lunaires, elles y étaient mobiles, comme l'est Pâques. Ces fêtes perdurent en de multiples rituels et conceptions traditionnels pratiqués dans toute l'Europe occidentale.
La troménie de Locronan n'est pas le moindre exemple d'une christianisation d'un rituel fixé par un calendrier semblable à celui de Coligny. Son déroulement sextennal lui-même est une projection, dans un paysage composé d'une vallée ombrée et d'un coteau situé au midi, de la représentation résumée du cycle alterné de l'année luni-solaire telle que la décrit le calendrier de Coligny. Sur le parcours suivi par les pèlerins durant la troménie, chaque station correspond à un des mois et chacun des quatre virages de l'itinéraire à un « ivos ».

## Signes triples
À plusieurs endroits du calendrier figurent des marques constituées de trois traits verticaux, dont l'un, plus long que les deux autres, est barré. Ces triples hastes surviennent généralement, mais pas toujours, sur trois jours continus et, dans ce cas, le grand trait se décale d'une position chaque jour.
Leur signification est inconnue mais elles notent vraisemblablement un évènement, fête ou cérémonie, dont la date se décale d'un lustre à l'autre. Trois lustres faisant un « demi-siècle » (soit une période de quinze ans), il est possible que les évènements notés par ces triples hastes aient servi également de repère pour l'année en cours dans le « siècle » gaulois, de la même façon qu'un eqvos de trente jours ou qu'un un mois intercalaire permettent de situer l'année dans le lustre. Cette hypothèse expliquerait l'existence avérée d'une triple haste isolée : elle marquerait un évènement unique par « demi-siècle », voire par « siècle », comme le calendrier romain comptait des fêtes séculaires.

## Datation

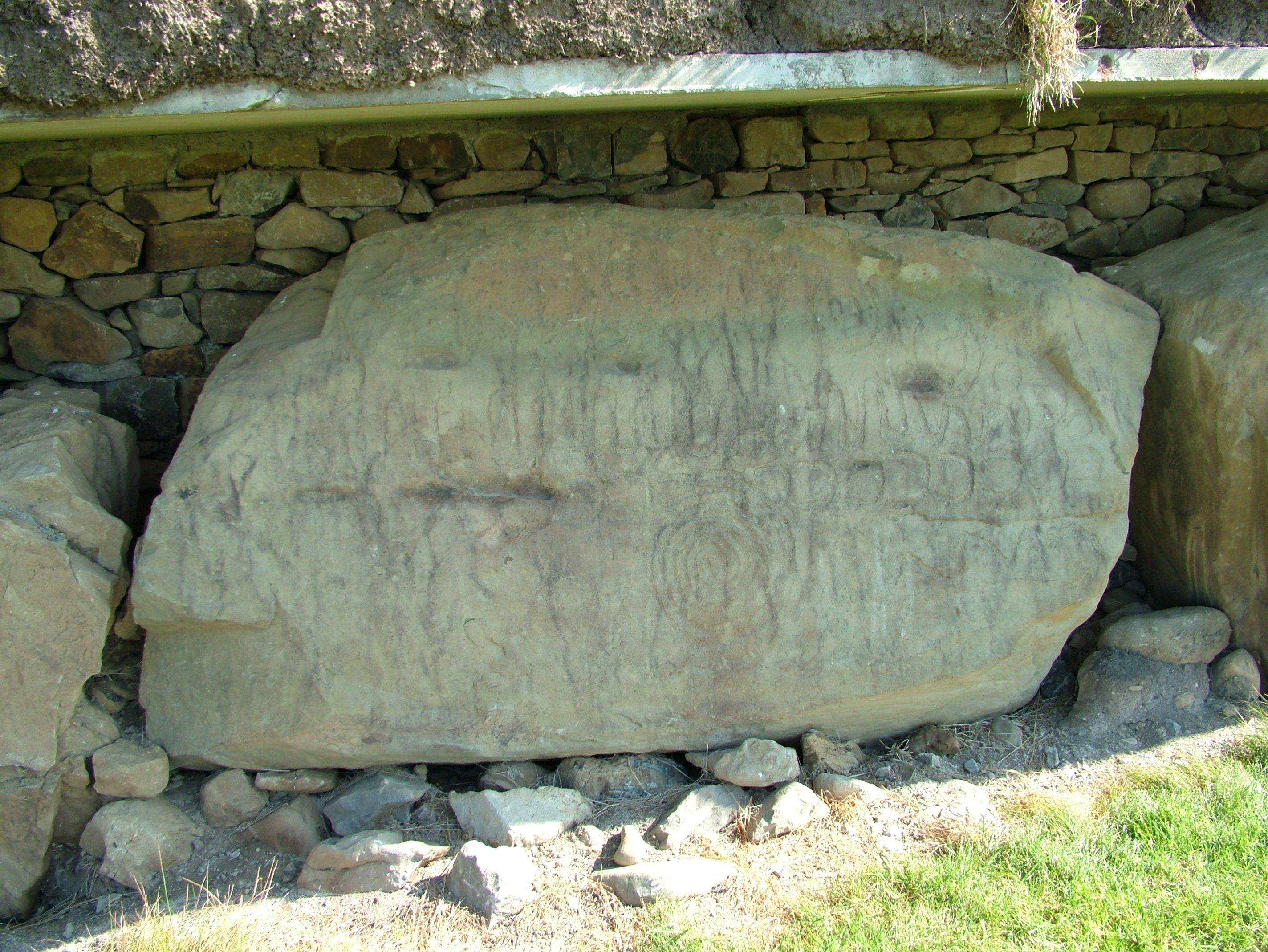
Une pierre calendaire de Knowth montre l'héritage néolithique du comput de Coligny.

La graphie latine et les artefacts trouvés alentour indiquent un contexte gallo-romain de la fin du IIe siècle apr. J.-C., époque retenue pour dater la fabrication du calendrier. Cette date tardive est corroborée par la répugnance des druides à consigner leur savoir par écrit. La contextualisation archéologique à partir d'autres fragments de calendriers (sites du lac d'Antre sur la commune de Villards-d'Héria, d'Andésine, de Bibracte) révèle la résilience des conceptions religieuses celtiques dans la Gaule romaine. La grande similarité des deux calendriers a été établie dès 1898 par Antoine Héron de Villefosse.
La complexité du calendrier dénote de bonnes connaissances astronomiques, ainsi qu’une lente élaboration, probablement en plusieurs phases. Le rapprochement avec une gravure du tumulus de Knowth en Irlande, daté de -2500 à -2200, renvoie à des concepts très antérieurs à la civilisation celtique de La Tène, à savoir une alternance de mois lunaires de vingt-neuf et trente jours répartis en deux quinzaines centrées sur les trois jours de la nouvelle lune et un cycle lustral de cinq années.

## Étapes du déchiffrement

### Jusqu'aux années 1920
Dès sa découverte en 1897, le calendrier de Coligny est reconstitué par Paul Dissard, conservateur de musée. C'est à lui que revient la première publication sur ce sujet : Compte-rendu à l'Académie des inscriptions et belles-lettres, tome XXV (1897) et XXVI (1898).
Cette première publication fait connaître le calendrier aux spécialistes de la langue et de la civilisation celtiques. Plusieurs parutions suivront :
- Seymour de Ricci, Revue celtique, tome XIX (1898), et tome XXI (1900).
- Émile Espérandieu, Fac-similé du calendrier, publié dans la Revue celtique, tome XXI (1900).
- Nicholson, Zeitschrift für Celtische Philologie, 1901.
- Joseph Loth, Compte-rendu à l'Académie des Inscriptions et Belles Lettres, 1904.
- Joseph Loth, Revue celtique, tome XXV (1904).

### De 1920 aux années 1970
L'année 1920 voit la première transcription complète des inscriptions figurant sur le calendrier. C'est Georges Dottin qui la publie dans La langue gauloise (Paris, Klincksieck, 1920).
Plusieurs chercheurs vont alors tenter l'élucidation complète de ce calendrier : sur le plan de la langue, sur le plan historique, et sur le plan astronomique :
- Françoise Le Roux, Le calendrier gaulois de Coligny et la fête irlandaise de Samain (Samonios), Ogam IX (1957).

### De 1970 auXXIesiècle
Les années 1970 et suivantes voient une nouvelle reprise de l'approche scientifique. Il faut noter les travaux de plusieurs chercheurs : 
- Paul-Marie Duval : Observations sur le calendrier de Coligny, in Hommages à Albert Grenier, Latomus, tome LVIII (1962).
- Christian-J. Guyonvarc'h, Françoise Le Roux et Georges Pinault, Le calendrier gaulois de Coligny, Ogam XIII.
- Georges Pinault, qui a travaillé avec les deux précédents : P.-M. Duval et G. Pinault, Les calendriers (Coligny, Villards d'Héria). Recueil des Inscriptions gauloises, volume III, CNRS, 1988.
- Pierre-Yves Lambert, Un calendrier gaulois, in La langue gauloise, Errance, 1997.
- Jean-Michel Le Contel et P. Verdier : Un calendrier celtique, le calendrier gaulois de Coligny, éditions Errance, 1998.

Les travaux de ces chercheurs se recoupent malgré quelques divergences. Ces études de base ont récemment servi à des publications en langues étrangères, et à des reconstitutions qui se veulent définitives :
- Hans-Rudolf Hitz : Der gallo-lateinische Mond- und Sonnen-Kalender von Coligny, 1991.
- Garrett S. Olmsted : The Gaulish calendar, 1992.
- Annemarie Bernecker : Der galloroemische Tempelkalender von Coligny, 1998.
- Garrett S. Olmsted : A definitive reconstructed text of the Coligny calendar, 2001.
- Adolfo Zavaroni : On the structure and terminology of the Gaulish Calendar, 2007.

### Récupération astrologique
Les recherches scientifiques menées sur le calendrier de Coligny ont donné prise à la récupération de ces données par différentes associations astrologiques et mouvements néo-druidiques. Certains ont tenté de mettre à jour ce calendrier, et de s'en servir pour renommer les jours et mois du XXIe siècle. Quoi qu'il en soit de cette récupération, cela ne remet pas en cause les travaux scientifiques sur lesquels elle prétend s'appuyer.

### Sources
1. ↑  P.M. Duval et G. Pinault, Les calendriers (Coligny, Villars d'Héria). Recueil des Inscriptions gauloises, vol. III, CNRS, Paris, 1988.
2. 1 2 3 4 5 6 7  A. Héron de Villefosse, cité in Séance du 17 décembre 1897, in Comptes rendus des séances de l'Académie des inscriptions et belles-lettres, 41e année, n° 6, pp. 703-705, Paris, 1897.
3. ↑  Photographie in Ch. Picard, Le bronze de Coligny, op. cité infra, p. 11.
4. 1 2 3  Ch. Picard, Le bronze de Coligny, in L. Rosenthal, "Florilège des musées" du Palais des Arts de Lyon, p. 10, Mairie de Lyon, [s.d.] (1920<>1932).
5. ↑  Ch. Picard, Le bronze de Coligny, in L. Rosenthal, "Florilège des musées" du Palais des Arts de Lyon, p. 9, Mairie de Lyon, [s.d.] (1920<>1932).
6. 1 2 3  Joseph Buche, Le Mars de Coligny (Musée de Lyon), in Monunments et Mémoires de la Fondation Eugène Piot, X, pp. 61-90, Académie des inscriptions et belles-lettres, Paris, 1904, en ligne sur Persée.
7. 1 2  A. Héron de Villefosse, cité in Séance du 29 décembre 1897, in Comptes rendus des séances de l'Académie des inscriptions et belles-lettres, 41e année, n° 6, pp. 730-732, Paris, 1897 (comprend une reproduction du calendrier).
8. ↑  A. Héron de Villefosse, cité in Séance du 24 octobre 1902, in Comptes rendus des séances de l'Académie des inscriptions et belles-lettres, 46e année, n° 5, p. 550, Paris, 1902.
9. 1 2 3  A. Allmer & P. Dissard, Inscriptions antiques de Lyon n° 87, I, Musée des beaux-arts de Lyon, Lyon, 1898.
10. ↑  Jean Lefort, La saga des calendriers, Paris, Belin, coll. « Pour la science », 1998, 192 p. (ISBN 2-84245-003-5), p. 172-178
11. ↑  D. Laurent, [ Le calendrier celtique de la table de Coligny aux traditions des pays de langue celtique.], p. 5, Agence Bretagne Presse, Pouldreuzic, novembre 2007.
12. ↑  P.-Y. Lambert, Un calendrier gaulois, in La langue gauloise, p. 115, Errance, 1997  (ISBN 2-87772-089-6).
13. ↑  D. Laurent, Le calendrier celtique de la table de Coligny aux traditions des pays de langue celtique., p. 8 & p. 9-10, Agence Bretagne Presse, Pouldreuzic, novembre 2007.
14. 1 2 3 4  C. Lainé Kerjean, in Zeitschrift für keltische Philologie und Volksforschung n° 23, pp. 249-284, université Frédéric-Guillaume, Berlin, 1943.
15. 1 2 3 4 5  P.-Y. Lambert, Un calendrier gaulois, in La langue gauloise, p. 110, Errance, 1997  (ISBN 2-87772-089-6).
16. ↑  P.-Y. Lambert, Un calendrier gaulois, in La langue gauloise, p. 111, Errance, 1997  (ISBN 2-87772-089-6).
17. ↑  Keltia Magazine
18. ↑  E. Mac Neill, On the Notation and Chronology of the Calendar of Coligny, Ériu n° X, pp. 1-67, Académie royale d’Irlande, Dublin, 1928.
19. ↑  Eóin MacNeill, « On the Notation and Chronology of the Calendar of Coligny », Ériu, no 10,‎ 1926-1928, p. 1-67.
20. 1 2 3  P.-Y. Lambert, Un calendrier gaulois, in La langue gauloise, p. 112, Errance, 1997  (ISBN 2-87772-089-6).
21. ↑  Francisco Marco Simon, « Entre chaque période de quinze jours des mois du calendrier de Coligny, le mot atenoux est inscrit (interprété comme renaissance ou la nuit qui revient) ; atenoux indique la nuit de la pleine lune, l'équivalent du romain idus », Celtic Ritualism from the (Graeco)-Roman Point of View, in Rites et croyances dans les religions du monde romain ; Huit exposés suivis de discussions, Vandoeuvres, Fondation Hardt, coll. « Entretiens sur l'Antiquité classique LIII », 2007, 329 p. (ISBN 978-2-600-00753-5, lire en ligne), p. 174).
22. ↑  Histoire Naturelle, XVI, 249-251, trad. Jacques André, 1962, Paris, Les Belles Lettres.
23. ↑   Christian-J. Guyonvarc'h, Françoise Le Roux, Les druides, Ouest-France Université, 1986, p. 448.
24. ↑  D. Laurent, Le calendrier celtique de la table de Coligny aux traditions des pays de langue celtique., pp. 5-6, Agence Bretagne Presse, Pouldreuzic, novembre 2007.
25. 1 2  D. Laurent, Le calendrier celtique de la table de Coligny aux traditions des pays de langue celtique., p. 8, Agence Bretagne Presse, Pouldreuzic, novembre 2007.
26. 1 2 3  D. Laurent, Le calendrier celtique de la table de Coligny aux traditions des pays de langue celtique., p. 7, Agence Bretagne Presse, Pouldreuzic, novembre 2007.
27. ↑  Th. Hersart de la Villemarqué, La tournée de l'Aguilaneuf, in Barzaz Breiz, II, 7, note p. 452, Librairie académique Perrin, Paris, 1963.
28. 1 2  D. Laurent, Le calendrier celtique de la table de Coligny aux traditions des pays de langue celtique., pp. 8 & 9, Agence Bretagne Presse, Pouldreuzic, novembre 2007.
29. ↑  Grégory Luguet, La société gauloise (Keltia Magazine), Éditions du Nemeton, avril-juin 2015 (ISSN 1779-2126).
30. 1 2 3  D. Laurent, Le calendrier celtique de la table de Coligny aux traditions des pays de langue celtique., p. 15, Agence Bretagne Presse, Pouldreuzic, novembre 2007.
31. ↑  Antoine Héron de Villefosse, « Le calendrier du lac d'Antre », Comptes-rendus des séances de l année - Académie des inscriptions et belles-lettres, vol. 42, no 2,‎ 1898, p. 264–272 (DOI 10.3406/crai.1898.71173, lire en ligne, consulté le 5 janvier 2017)
32. ↑  « "Les Celtes" (le calendrier de Coligny expliqué dès 16:51 au compteur) », sur YouTube (consulté le 5 octobre 2014).
33. ↑  http://www.david-romeuf.fr/Archeologie/CalendrierGaulois/SyntheseRestitutionsCalendrierGaulois.html
34. ↑  Le calendrier celtique de Coligny in F. Dupuy-Pacherand & G.A. Mathis, Atlantis no 247 Les calendriers Luni-solaires antiques, août 1968.